# Station Klemensów
Station Klemensów is een spoorwegstation in de Poolse plaats Niedzieliska-Kolonia.